# Ichiji Ōtani
Ichiji Ōtani (jap. 大谷一二 Ōtani Ichiji; ur. 31 sierpnia 1912, zm. 23 listopada 2007) – japoński piłkarz, reprezentant kraju.

## Kariera reprezentacyjna
W reprezentacji Japonii zadebiutował 13 maja 1934 w meczu przeciwko reprezentacji Indonezji. W sumie w reprezentacji wystąpił w 3 spotkaniach.

## Statystyki
| Reprezentacja Japonii | Reprezentacja Japonii | Reprezentacja Japonii |
| Rok                   | Mecze                 | Gole                  |
| --------------------- | --------------------- | --------------------- |
| 1934                  | 3                     | 1                     |
| Razem                 | 3                     | 1                     |